# Parque Nacional de Pulong Tau
O Parque Nacional de Pulong Tau é um parque nacional localizado no noroeste de Sarawak, Malásia. Possui 59.817 hectares e foi criado em 24 de março de 2005. É adjacente ao Parque Nacional Kayan Mentarang no Kalimantan Norte (Indonésia). O parque não é povoado, e as vilas de Kelabit, Lun Bawang e Penan estão localizadas na sua vizinhança.